# Greeley County, Nebraska
Greeley County är ett administrativt område i delstaten Nebraska, USA, med 2 538 invånare.  Den administrativa huvudorten (county seat) är Greeley Center. Countyt har fått sitt namn efter publicisten Horace Greeley.

## Geografi
Enligt United States Census Bureau har countyt en total area på 1 479 km². 1 476 km² av den arean är land och 3 km² är vatten.

### Angränsande countyn
- Wheeler County - nord
- Boone County - nordost
- Nance County - sydost
- Howard County - syd
- Sherman County - sydväst
- Valley County - väst